# Portrét (opera)
Portrét je opera sovětského skladatele polského původu Moiseje Samuiloviče Vajnberga, která vznikla podle námětu Nikolaje Gogola na libreto Alexandra Medvěděva, a jejíž světová premiéra se uskutečnila v Janáčkově divadle v Brně 20. května 1983. Děj opery se odehrává ve 30. letech 19. století v Petrohradu.

## Charakteristika díla
Podle Václava Noska vychází Vajnberg z předpokladu, že „základem jakéhokoliv operního díla v kterémkoliv době musí být zpěv, vokální podstata hudby, neboť zpěvák – herec je hlavním nástrojem uměleckého sdělení v hudebním divadle“. Proto skladatel koncipuje operu jako „rozvinutou symfonickou kompozici....Symfonickému pojetí odpovídá průběžné rozvíjení hudebního materiálu, mnohé tematické návraty a mnohotvárné intonační vazby.“

## Osoby
Čartkov, malíř (tenor); Nikita, jeho sluha (baryton); Novinář (baryton); Lampař (tenor); Profesor (baryton); Obchodník s obrazy (bas); Domácí pán (bas); Tři trhovce (dva tenory, bas); Trhovkyně (soprán); Dva číšníci (tenory); Urozená dáma (alt); Líza, její dcera (soprán); Hrabě (baryton); Jízdní důstojník (tenor); Generál (bas); Turek (tenor); Dvorní dáma (soprán); Hodnostář (bas); Šlechtic (tenor); Stařec na obraze, soused flétnista, dívka na obraze – Psyché (tanečnice)

## Obsah děje
Opera vypráví životní příběh malíře Čartkova, který jako mladý a chudý umělec koupí na tržišti od obchodníka s obrazy podobiznu starce. Obraz jej natolik zaujme, že si obraz koupí, i když za něj zaplatí posledních dvacet kopějek. Po příchodu do svého ateliéru se Čarkovovi zdá sen, v němž ho stařec z obrazu zahrnuje zlatem. Když k malíři po probuzení přijde domácí se strážníkem, aby vymáhal zaplacení nájmu, vzpomene si malíř na svůj sen a náhle z rámu obrazu starce vypadne měšec zlaťáků. V další třech obrazech opery můžeme sledovat, jak si Čartkov užívá přepychu, objednává si v restauraci samá vybraná jídla, obývá honosný ateliér a kreslí jen portréty na objednávku, na kterých se dotyční musejí líbit. Po mnoha letech si Čartkov po návštěvě vernisáže mladého talentovaného malíře uvědomuje, že žádné jeho dílo se mu nelíbí. Najednou se obrátí k portrétu starce a prokleje ho. Žádá novináře, aby okamžitě koupil nejlepší obrazy z vernisáže a přinesl mu je. Pološílený Čartkov obrazy onoho talentovaného malíře zničí. Sám se pak snaží ještě dokázat, že svůj talent nepromarnil. Marně se však snaží, darmo prosí o inspiraci. Postupně mu ubývají síly a on nakonec umírá.